# Auferstehungskirche (Marburg)

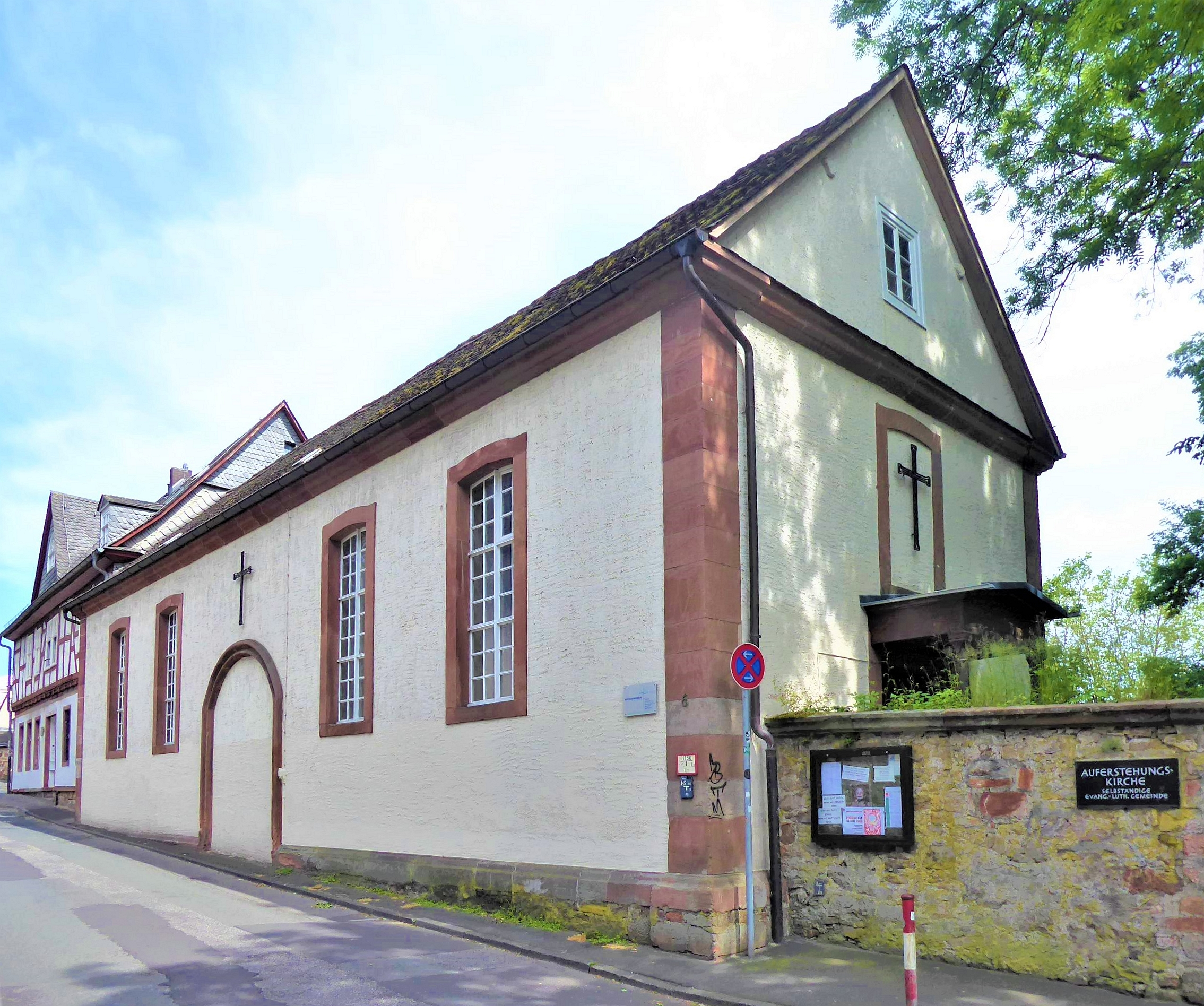
Die Auferstehungskirche

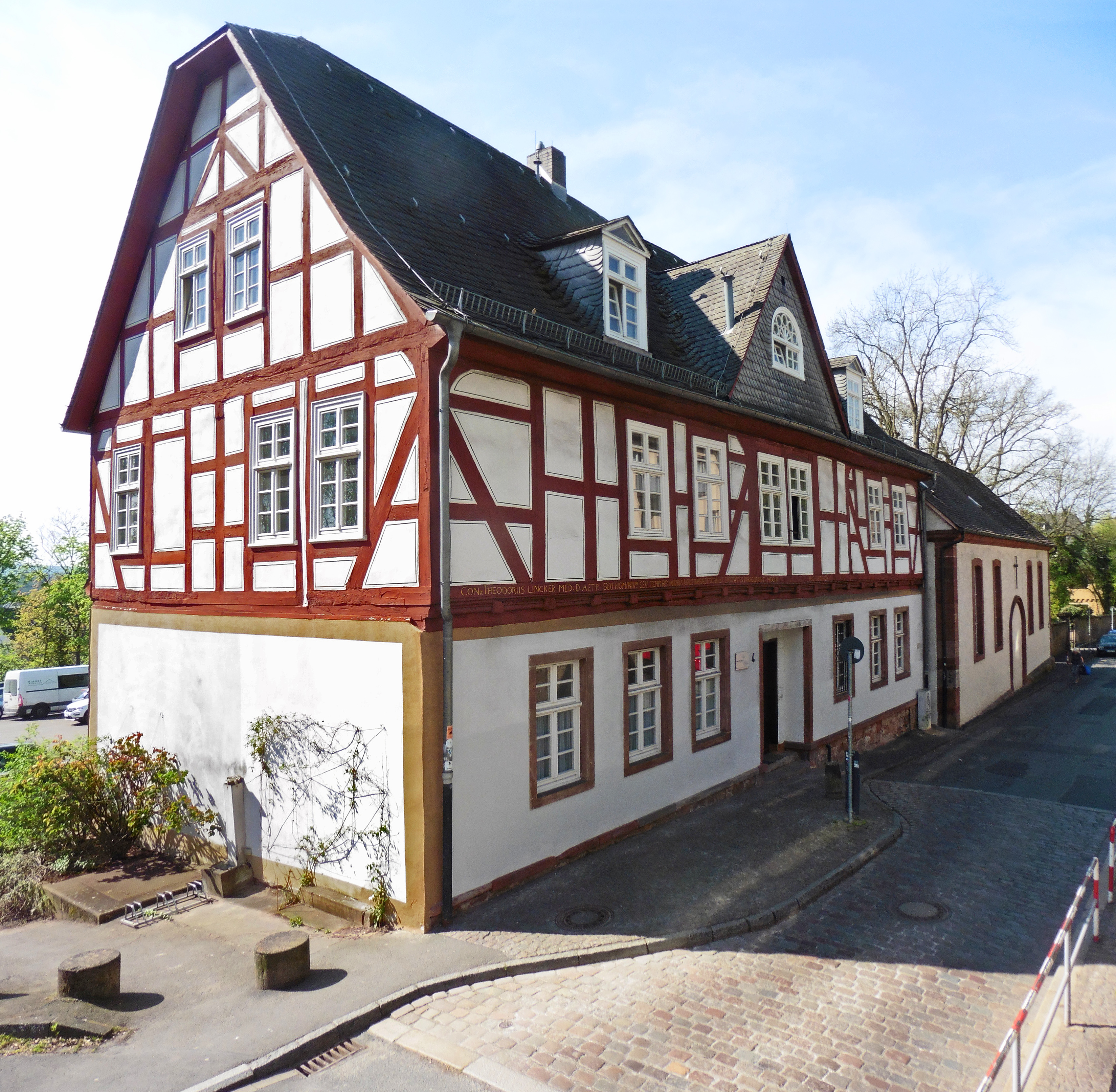
Das Adam-Krafft-Gemeindehaus neben der Kirche

Die Auferstehungskirche ist ein Kirchengebäude der Selbständigen Evangelisch-Lutherischen Kirche in Marburg in Hessen. Kirche und Gemeindehaus sind denkmalgeschützt.

## Geschichte
Die heutige Auferstehungskirche entstand 1736/37 nach Plänen des Stadtbaumeisters C. Cöster als Ersatz für die sogenannte Totenkirche als Kapelle für den Friedhof am Barfüßertor, der unmittelbar südlich der Kirche gelegen ist. Dieser Friedhof, der als Entlastung für den Kirchhof der Lutherischen Pfarrkirche St. Marien angelegt worden war, wurde bis zum Jahr 1865 genutzt.
Nachdem die altlutherische Gemeinde lange Zeit Gottesdienste in einem Privathaus in einem Betsaal gefeiert und auch Gastrecht in der St. Michaelskapelle hatte, konnte 1956 die heruntergekommene alte Friedhofskapelle, die zuletzt als Turnhalle gedient hatte, erworben und ein Jahr später als Auferstehungskirche geweiht werden. 1974 konnte eine Orgel erworben werden. Im Jahr 2008 kaufte die Gemeinde das unmittelbar östlich an die Kirche angrenzende Fachwerkhaus und nennt es seitdem Adam-Krafft-Gemeindehaus.
Derzeitiger Gemeindepfarrer der Auferstehungskirchen-Gemeinde ist seit 2009 Manfred Holst, vormals Pfarrer in Balhorn, der von 2020 bis 2025 auch als Propst der Kirchenregion Süd vorstand und damit der Kirchenleitung der SELK angehörte.